# 小笠原亜里沙
小笠原 亜里沙（おがさわら ありさ、1980年9月30日 - ）は、日本の女優、声優。東京都出身。劇団ひまわり所属。

## 人物
小学生の頃から子役として活動している。

## 出演
太字はメインキャラクター。

### テレビアニメ
1999年
- カウボーイビバップ（メイファ）
- 人形草紙あやつり左近（河合舞）
- デビルマンレディー（二宮知枝）

2002年
- 攻殻機動隊 STAND ALONE COMPLEX（神崎玲子）

2003年
- WOLF'S RAIN（チェザ）

2007年
- 大江戸ロケット（おりく）
- 機動戦士ガンダム00（2007年 - 2009年、ハロ、ソーマ・ピーリス） - 2シリーズ
- 結界師（志々尾涼）
- D.Gray-man（ルル＝ベル）
- ポケットモンスター ダイヤモンド&パール（2007年 - 2009年、ホノカ、ノア）

2009年
- もっけ（松永芙美）
- ぜんまいざむらい（小雨ちゃん、子供A、町人D）

2010年
- STAR DRIVER 輝きのタクト（ミレーヌ・アラゴン）
- はなまる幼稚園（水主川先生）
- パンティ&ストッキングwithガーターベルト（パンティ）
- HEROMAN（ホリー・バージニア・ジョーンズ）

2011年
- 青の祓魔師（西脇）
- へうげもの（茶々）

2014年
- トライブクルクル（ユキ）

2015年
- 櫻子さんの足下には死体が埋まっている（母親、あーちゃん）

2016年
- 聖戦ケルベロス 竜刻のファタリテ（トミッテ）

2025年
- New PANTY & STOCKING with GARTERBELT（パンティ）

### OVA
- 聖闘士星矢 THE LOST CANVAS 冥王神話（2010年 - 2011年、セリンサ）

### 劇場アニメ
- テイルズ オブ ヴェスペリア 〜The First Strike〜（2009年、ヒスカ・アイヒープ）
- 劇場版 機動戦士ガンダム00 -A wakening of the Trailblazer-（2010年、ソーマ・ピーリス / マリー・パーファシー[9]、ハロ）

### ゲーム
2000年代
- 機動戦士ガンダム00（2008年、ソーマ・ピーリス）
- 天誅4（2008年、菊姫）
- SDガンダム GGENERATION（2009年 - 2025年、ハロ〈00 / オレンジ〉、ソーマ・ピーリス、マイキャラクターボイス少女2〈OVER WORLD〉） - 6作品

2010年代
- ガンダムアサルトサヴァイブ（2010年、ソーマ・ピーリス）
- 機動戦士ガンダム エクストリームバーサス（2010年 - 2016年、ソーマ・ピーリス、ハロ〈00〉） - 4作品
- 真かまいたちの夜 11人目の訪問者（2011年、新貝沙都美）
- スーパーロボット大戦シリーズ（2011年 - 2023年、ハロ〈00 / オレンジ〉、ソーマ・ピーリス / マリー・パーファシー） - 7作品
- スーパーロボット大戦UX（2013年、ハロ〈00 / オレンジ〉、ソーマ・ピーリス、ホリー・バージニア・ジョーンズ）
- スーパーヒーロージェネレーション（2014年、ティエレンタオツー）
- ガンダムバーサス（2017年、ソーマ・ピーリス、ハロ〈00〉）
- 機動戦士ガンダム エクストリームバーサス2（2018年 - 2025年、ソーマ・ピーリス / マリー・パーファシー、ハロ〈00〉） - 3作品

2020年代
- 機動戦士ガンダム アーセナルベース（2022年、ソーマ・ピーリス）
- BLUE PROTOCOL（2024年、ピピマルカ）

### 吹き替え

#### 担当女優
アリソン・ローマン
- マッチスティック・メン（アンジェラ）
- マイ・フレンド・フリッカ（ケイティ）
- 悲しみが乾くまで（ケリー）

キンバリー・J・ブラウン
- ハロウィーンタウン（マーニー・ハイパー）
- 5つ子ちゃんがやって来た!（ジェイミー・グローバー）
- ハロウィーンタウン2 カラバーの復讐（マーニー・パイパー）
- ハロウィーンタウン3 カーニバルは大騒動（マーニー・パイパー）

ヒラリー・ダフ
- 12人のパパ（ロレイン・ベイカー）
- 12人のパパ2（ロレイン・ベイカー）
- パーフェクト・マン ウソからはじまる運命の恋（ホリー）

リンジー・ローハン
- フォーチュン・クッキー（アンナ・コールマン）
  - シャッフル・フライデー

- 彼女は夢見るドラマ・クイーン（メアリー・エリザベス・“ローラ”・ケプ）
- ミーン・ガールズ（ケイディ・ハーロン）
- ミーン・ガールズ (2024年の映画)（マスレッツ・トーナメントの司会者）
- 幸せのルールはママが教えてくれた（レイチェル・ウィルコックス）

ルーシー・ヘイル
- プリティ・リトル・ライアーズ（アリア・モンゴメリー）
- エンド・オブ・ハイスクール　（リリー）
- ケイティ・キーン（ケイティ・キーン）

#### 映画（吹き替え）
1999年
- アメリカン・ビューティー（ジェーン・バーナム〈ソーラ・バーチ〉） - ソフト版
- 17歳のカルテ（ポリー・クラーク〈エリザベス・モス〉）

2002年
- 16歳の合衆国（ベッキー・ポラード〈ジェナ・マローン〉）
- スーパードッグ エア・バディ/ベースボールで一発逆転!（アンドレア〈ケイトリン・ワックス〉）

2003年
- スーパードッグ エア・バディ/ビーチバレーで危機一髪!（アンドレア〈ケイトリン・ワックス〉）
- 箪笥（スヨン〈ムン・グニョン〉）

2004年
- スネークヘッドテラー（アンバー〈シャーラン・シモンズ〉）
- デイ・アフター・トゥモロー（ローラ〈エミー・ロッサム〉）※ソフト版

2005年
- 綴り字のシーズン（チャーリ〈ケイト・ボスワース〉）
- スカイ・ハイ（レイラ・ウィリアムズ〈ダニエル・パナベイカー〉）
- ハード・キャンディ（ヘイリー・スタークス〈エリオット・ペイジ）
- ハービー/機械じかけのキューピッド
- ハリー・ポッターと炎のゴブレット（フラー・デラクール〈クレマンス・ポエジー〉）
- ホステージ（ジェニファー・スミス） - DVD版

2006年
- アイス・プリンセス（ケイシー・カーライル〈ミシェル・トラクテンバーグ〉）
- ハロウィーンタウン4 ウィッチ大学へようこそ（マーニー・パイパー〈サラ・パクストン〉）
- レーシング・ストライプス（チャニング・ウォルシュ〈ヘイデン・パネッティーア〉）※日本テレビ版

2007年
- ザ・シーカー/光の六つのしるし（マギー・バーネス〈アメリア・ワーナー〉）
- 四角い恋愛関係（レイチェル〈パイパー・ペラーボ〉）
- スパイダーマン3（グウェン・ステーシー〈ブライス・ダラス・ハワード〉）
- ディセンバー・ボーイズ（ルーシー〈テリーサ・パーマー〉）
- バイオハザードIII（Kマート〈スペンサー・ロック〉） - ソフト版

2008年
- 愛なんていらない（リュ・ミン〈ムン・グニョン〉）
- スパイダー パニック!（アシュリー・パーカー〈スカーレット・ヨハンソン〉）※テレビ東京版
- 美少女探偵ナンシー・ドリュー（ナンシー・ドリュー〈エマ・ロバーツ〉）

2009年
- グラン・トリノ（スー・ロー）

2010年
- パーシー・ジャクソンとオリンポスの神々（アナベス・チェイス〈アレクサンドラ・ダダリオ〉）
- バイオハザードIV アフターライフ（Kマート〈スペンサー・ロック〉）※劇場公開版
- ハリー・ポッターと死の秘宝 PART1（フラー・デラクール〈クレマンス・ポエジー〉）
- フェーズ6（ケイト〈エミリー・ヴァンキャンプ〉）

2011年
- ハリー・ポッターと死の秘宝 PART2（フラー・デラクール〈クレマンス・ポエジー〉）

2017年
- ザ・コンサルタント（デイナ・カミングス〈アナ・ケンドリック〉）

2018年
- 君はONLY ONE（ミラ）
- セットアップ: ウソつきは恋のはじまり (ベッカ)

2019年
- 実写版 キム・ポッシブル（キム・ポッシブル〈セイディ・スタンリー〉）

2020年
- フェノミナ（ソフィ〈フェデリカ・マストロヤンニ〉）

#### ドラマ
- 騎馬警官（2003年、メリッサ）※NHK BS2版
- 宮廷女官チャングムの誓い（2004年）
- ポイントプレザントの悪夢（2007年、クリスティーナ・ニクソン〈エリザベス・ハーノイス〉）
- チャームド 〜魔女3姉妹〜 シーズン6（2009年、ビアンカ）
- iCarly（2011年 - 2012年、シェルビー・マークス、トリー・ベガ〈ヴィクトリア・ジャスティス〉）
- イニョン王妃の男（2013年、チェ・ヒジン〈ユ・インナ〉）
- エレメンタリー ホームズ&ワトソン in NY（2013年）

#### アニメ
- キム・ポッシブル（キム・ポッシブル）
  - キム・ポッシブル シーズン1 - シーズン4
  - キム・ポッシブル ザ・シークレットファイル
  - キム・ポッシブル タイムトラベル
  - キム・ポッシブル デンジャラス・ファイブ
  - キム・ポッシブル ザ・ムービー ドラマチック・ナイト

### テレビドラマ
- 機動刑事ジバン 第33話「ガルボに咲いた千年ハス」（1989年、テレビ朝日）※OPのキャストクレジットでは「小笠原亜理紗」と表記
- 世にも奇妙な物語 第12話「親切すぎる家族」（1990年、フジテレビ） - 市村沙織 役
- 妻たちの劇場 真夏の出来事（1992年、フジテレビ）
- 引っ越せますか（1993年、日本テレビ） - 琴子の友人 役
- もうひとつのJリーグ（1993年、日本テレビ）
- 愛の劇場 とっても母娘（1995年、TBS）
- 火曜サスペンス劇場 当番弁護士3（1997年2月4日、日本テレビ） - 樋口美樹 役
- はぐれ刑事純情派 第12シリーズ 第8話「死体に赤い墨汁が!?手を握る女!」（1999年5月19日、テレビ朝日） - 水島美紀 役
- サイコメトラーEIJI2CASE 3：蒼ざめた手
- ウルトラマンネクサス 第5話「適能者 -デュナミスト-」（2004年、CBC） - アベックの女 役
- 天花（2004年、NHK）
- 相棒 シーズン3 第12話（2005年、テレビ朝日）
- 天才てれびくんMAX 天てれドラマ『おむすびころりん地底人』（2006年、NHK教育） - 教師 役

### 映画
- ほんとにあった怖い話 霊のうごめく家（1991年）

### 教育番組
- NHK高校講座日本史（2005年 - 2009年）

### CD-BOOK
- 封殺鬼I〜鬼族（きぞく）狩り〜（2004年）

### ラジオドラマ
- 低俗霊DAYDREAM（2001年、自殺娘）
- 青春アドベンチャー アクアリウムの夜（2004年）

### CM
- ケロッグコーンフレーク
- 東京日産グループ（1991年）
- 西部ガス
- バンダイ心の宝石箱
- 郵政省 レタックス
- 象印 ホットプレート
- JA栃木
- ヤマト運輸
- グリコ ニューリンクル（1995年）
- サンドラッグ（2007） - 自転車の主婦 役

### 舞台
- 宮沢賢治

### シリーズ一覧
1. ↑  ファーストシーズン（2007年 - 2008年）、セカンドシーズン（2008年 - 2009年）
2. ↑  『WARS』（2009年）、『WORLD』『3D』（2011年）、『OVER WORLD』（2012年）、『CROSSRAYS』（2019年）、『ETERNAL』（2025年）
3. ↑  『エクストリームバーサス』（2010年）、『フルブースト』（2012年）、『マキシブースト』（2014年 - 2015年）、『マキシブースト ON』（2016年）
4. ↑  『第2次Z破界篇』（2011年）、『第2次Z再世篇』（2012年）、『第3次Z時獄篇』（2014年）、『第3次Z天獄篇』（2015年）、『BX』（2015年）、『V』（2017年）、『DD』（2019年 - 2023年）
5. ↑  『エクストリームバーサス2』（2018年）、『クロスブースト』（2021年）、『オーバーブースト』（2023年）、『インフィニットブースト』（2025年）

### 初出話一覧
1. ↑  第1話初出